# Douro (sub-região)
O Douro é uma sub-região portuguesa situada no nordeste do país, pertencendo à região do Norte. Tem uma extensão total de 4.032 km2, 183.886 habitantes em 2021 e uma densidade populacional de 46 habitantes por km2.
Está composta por 19 municípios e 217 freguesias, sendo a cidade de Vila Real a cidade administrativa e o principal núcleo urbano da sub-região. Com 24.112 habitantes na sua área urbana e 49.574 habitantes em todo o município, é a maior cidade e o maior município do Douro, sendo limitada a noroeste com o Ave, a norte com o Alto Tâmega, a nordeste com as Terras de Trás-os-Montes, a leste com a região espanhola de Castela e Leão, a sul com as Beiras e Serra da Estrela, a sudoeste com Viseu Dão-Lafões e a oeste com o Tâmega e Sousa.
Corresponde basicamente à região natural do Alto Douro, e grande parte do seu território está integrado na Região Vinhateira do Alto Douro, marcada pela produção de Vinho do Porto e declarada Património da Humanidade pela UNESCO. O seu principal centro urbano é a cidade de Vila Real, que em conjunto com Peso da Régua e Lamego forma um eixo urbano que concentra mais de 95 mil habitantes.

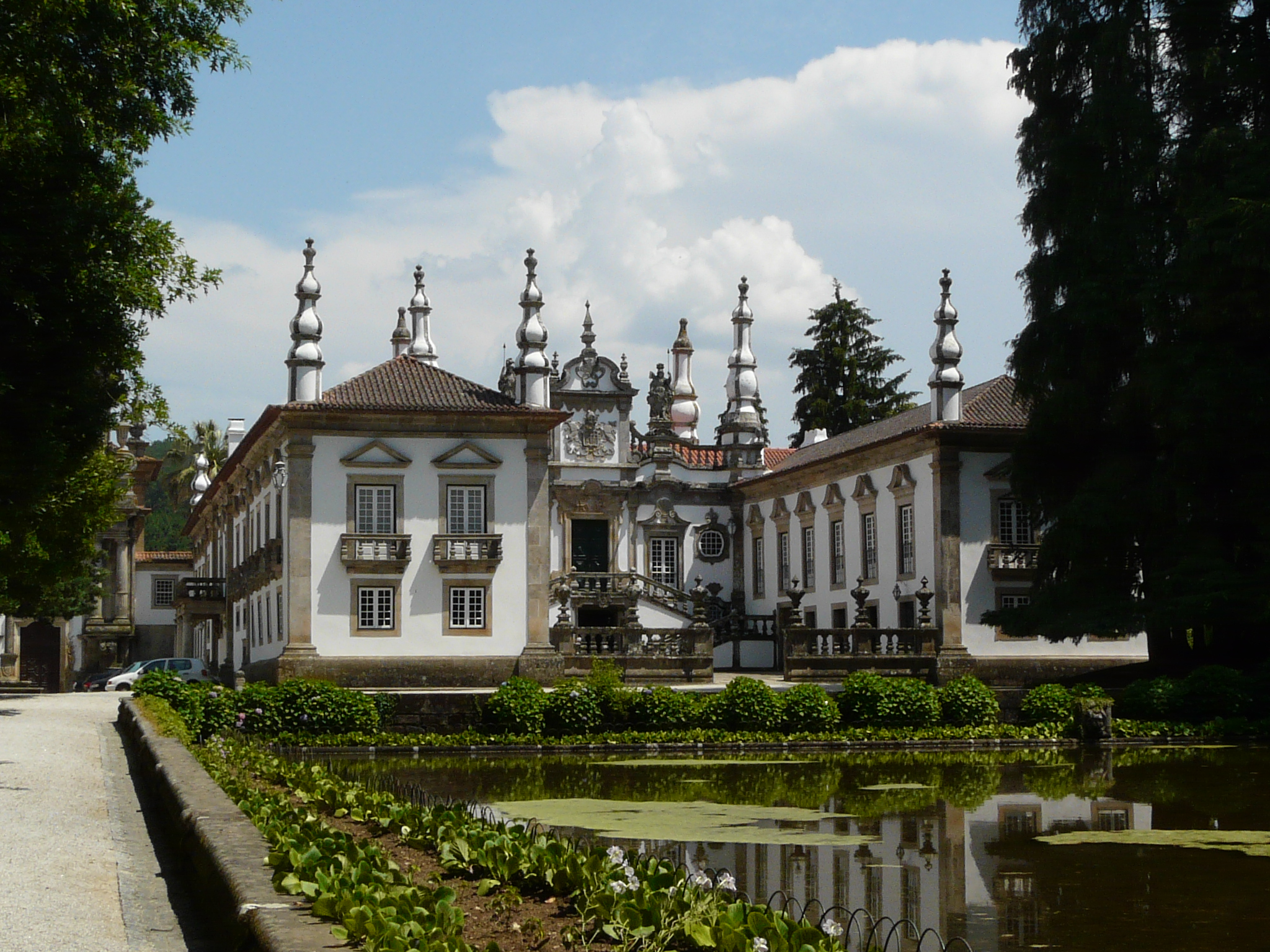
Palácio de Mateus, em Vila Real

## Municípios
Compreende 19 municípios:
- Alijó
- Armamar
- Carrazeda de Ansiães
- Freixo de Espada à Cinta
- Lamego
- Mesão Frio
- Moimenta da Beira
- Murça
- Penedono
- Peso da Régua
- Sabrosa
- Santa Marta de Penaguião
- São João da Pesqueira
- Sernancelhe
- Tabuaço
- Tarouca
- Torre de Moncorvo
- Vila Nova de Foz Côa
- Vila Real (Sede da CIM do Douro)

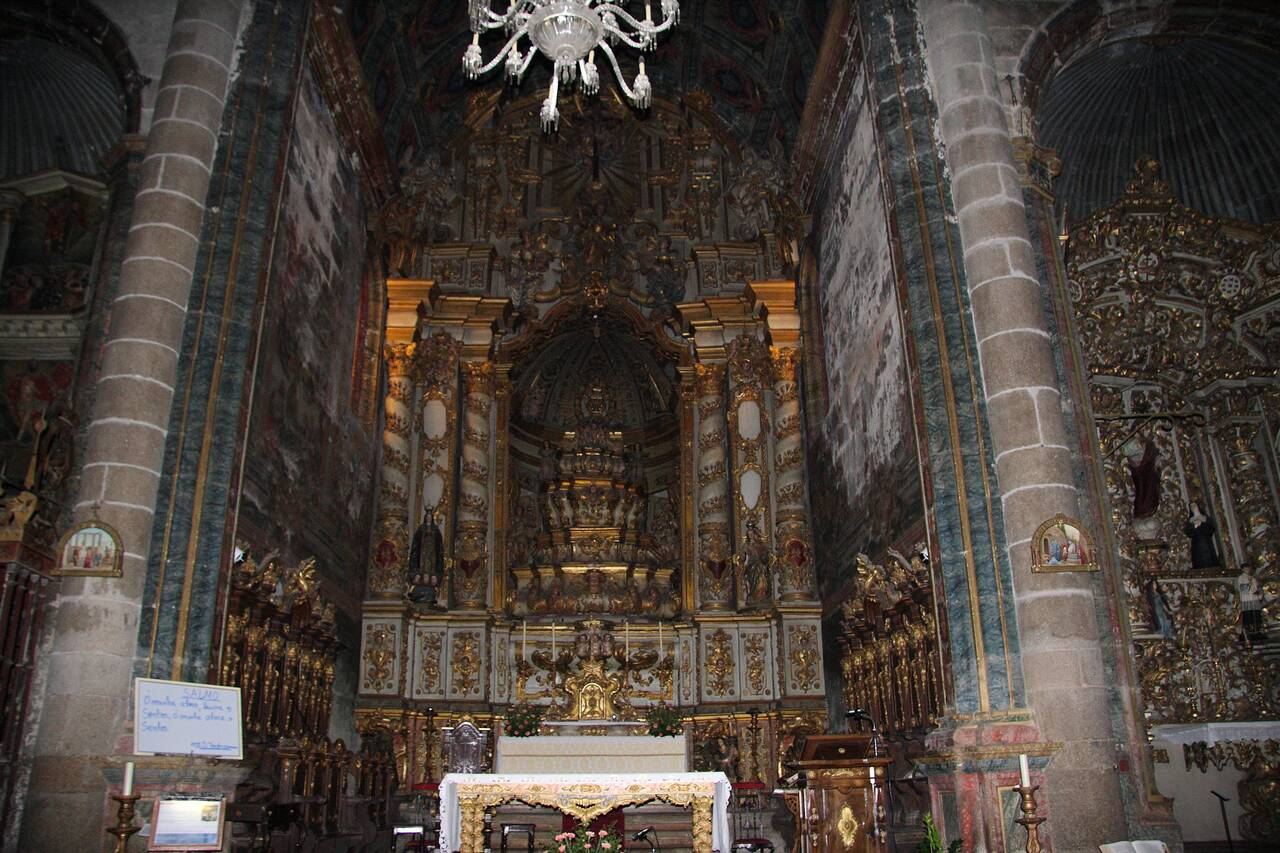
Basílica Menor de Torre de Moncorvo - Património Nacional

Note-se que em 2008, Vila Flor passou a integrar a sub-região de Terras de Trás-os-Montes.

## Agricultura
Não só dos famosos vinhos vive a sub-região do Douro, mas também do tão apreciado tomate-coração-de-boi. O fruto em formato de coração bovino é tão apreciado que tem inclusive direito a uma festividade.

## Celebrações
- Festa do Tomate-coração-de-boi do Douro (inclui um concurso do melhor tomate)[6][7]